# Letterproef
Een letterproef wordt door lettergieterijen, uitgeverijen van digitale drukletters of drukkerijen uitgebracht om de bij het bedrijf beschikbare lettertypen te tonen. 
Op een plano, in een brochure of in een boek worden een of meer fonts afgebeeld, zowel in kapitaal als in onderkast. De letter kan getoond worden door het hele alfabet op te nemen of door een tekst te tonen. De laatste toepassing komt in vele varianten voor, bijvoorbeeld een (deel van een) betekenisvolle verhandeling, een pangram of een stuk pseudo-Latijn zoals Lorem ipsum.